# Hautpulver-Methode
Die Hautpulver-Methode ist eine im Europäischen Arzneibuch beschriebene Konventionsmethode zur Bestimmung des Gehalts an Gerbstoffen in Drogen.
Die gepulverte Droge wird genau eingewogen und mit siedendem Wasser extrahiert. Nach dem Filtrieren wird das Filtrat aufgeteilt. Das erste Aliquot wird mit Hautpulver (standardisierter, gepulverter Haut) versetzt und 60 Minuten inkubiert: Gerbstoffe adsorbieren an Hautpulver und können durch anschließendes Filtrieren abgetrennt werden.
Beide Teile des Filtrats werden nun mit Natriumwolframat/Phosphorsäure-Reagenz versetzt: 
Polyphenole bilden mit Phosphorwolframsäure blaugefärbte Polywolframsäuren. Im zweiten Aliquot wird der Gesamt-Polyphenolgehalt (Gerbstoffe, Flavonoide, Phenolcarbonsäuren etc.) festgestellt. Dem ersten Aliquot wurde durch Zusatz von Hautpulver die Gerbstoffe entzogen, sodass aus der Differenz Gesamt-Polyphenole minus »Leerwert« der Gerbstoffgehalt berechnet werden kann.
Die Vermessung erfolgt photometrisch bei 760 nm gegen Wasser als Kompensationslösung.